# Лола Бланк
Кэндис Мелонакос (англ. Kandice Melonakos; род. 20 декабря 1987, Аугсбург, ФРГ), наиболее известна под псевдонимом Лола Бланк (англ. Lola Blanc) — американская певица, актриса, писатель и фотомодель. Описывалась как «восходящая звезда» и «будуарная красавица» Playboy, «фанки-поп-певицей» от Vibe.com, «одна задиристая цыпочка» от Refinery29 и «одна из тех, на которую стоит обратить внимание» от Ladygunn Magazine. Является соавтором успешной в чартах песни 2013 года Бритни Спирс «Ooh La La», которая в 2014 году достигла 3 места в Next Big Sound chart.
Появилась в телесериале «Американская история ужасов: Отель». Она также является внештатным колумнистом Vice.com. Среди множества тем её публикаций — эйджизм в музыкальном бизнесе и её собственный опыт жизни под влиянием проповедника-сектанта.

## Биография
Родилась в Баварии, ФРГ и выросла в основном на ферме во Фремонте, штат Мичиган. Воспитывалась отцом-мормоном греческо-американского происхождения, работавшего на ЦРУ и матери оратора-мотиватора. Большую часть детства она писала песни и выступала в качестве чревовещателя и аукциониста with her mother and brother, who performed magic and escape art.
Когда Бланк не исполнилось и десяти лет, её мать подпала под влияние афериста, выдававшего себя за высокопоставленного иерарха мормонской церкви. Играя на религиозных чувствах матери, тот вовлёк её в своё сообщество, где она стала жертвой торговли людьми. Бланк обнаружила переписку матери с «пророком» и также поверила ему. Она была разлучена с матерью до тех пор, пока один из сектантов, разуверившийся в «пророке», не поспособствовал воссоединению семьи. В конце-концов Бланк переехала в Лос-Анджелес, где теперь проживает и занимается музыкой.

## Карьера
Лола Бланк писала песни и сотрудничала с такими авторами как Софи, Ammo, Фернандо Гарибэй, Джимми Харри, Джон Левин и др.
Первоначально Бланк написала вместе с Франческом Холлом и продюсером Ammo песню Бритни Спирс «Ooh La La» для своего собственного проекта; название песни обыгрывало её имя. Когда Dr. Luke услышал это, он подумал, что это будет идеальный проект для Спирс и попросил Бонни Макки и J. Kash переписать текст, чтобы песня лучше соответствовала Спирс и фильму «Смурфики 2».

### Актёрская деятельность
Снялась в таких телесериалах CBS как, Американская история ужасов: Отель и Жизнь в деталях; также появилась нескольких короткометражных инди-фильмах. В 2011 году сыграла роль зеленоглазой девушки в фильме Джошуа Леонарда, Ложь. В 2015 году сыграла роль Гробовщика в онлайн-короткометражке Макса Лендиса, «Борьба не борьба».

## Сотрудничества
Бланк фотографирует и сотрудничает модельными брендами, включая Vera Wang Princess, Make Up For Ever, Pinup Girl Clothing и Lime Crime Makeup. YouTube-персона Мишель Фан использовала в своих видеороликах несколько песен Бланк (Shangri-La, April Fools и Bad Tattoo).
Также Бланк снялась в нескольких музыкальных клипах; исполнила главную роль в музыкальном видео Interpol на песню «Lights» и в клипе Tiger Army «Prisoner of the Night», а также в клипе LMFAO «Sexy and I Know It» и в клипе Lifehouse на песню «Halfway Gone», а также в клипе Touché Amoré на песню «Limelight».